# Grand Prix automobile d'Afrique du Sud 1966
Le Grand Prix automobile d'Afrique du Sud 1966 (XII South African Grand Prix) est une course de Formule 1 hors-championnat disputée le 1er janvier 1966 sur le circuit d'East London.

## Résultats
| Pos. | Pilote             | Écurie                      | Voiture        | Temps/Abandon     | Grille |
| ---- | ------------------ | --------------------------- | -------------- | ----------------- | ------ |
| 1    | Mike Spence        | Team Lotus                  | Lotus-Climax   | 1 h 29 min 39 s 4 | 2      |
| 2    | Joseph Siffert     | Rob Walker Racing Team      | Brabham-BRM    | + 2 tours         | 12     |
| 3    | Peter Arundell     | Team Lotus                  | Lotus-Climax   | + 2 tours         | 13     |
| 4    | Dave Charlton      | Scuderia Scribante          | Brabham-Climax | + 2 tours         | 10     |
| Dsq. | Bob Anderson       | DW Racing Enterprises       | Brabham-Climax | Aide au départ    | 8      |
| 5    | Sam Tingle         | Sam Tingle                  | LDS-Climax     | + 3 tours         | 14     |
| 6    | John Love          | John Love                   | Cooper-Climax  | + 4 tours         | 4      |
| 7    | Clive Puzey        | Clive Puzey Motors          | Lotus-Climax   | + 4 tours         | 18     |
| 8    | Tony Jefferies     | John Love                   | Cooper-Climax  | + 4 tours         | 15     |
| 9    | Jackie Pretorius   | Scuderia Scribante          | Lotus-Climax   | + 4 tours         | 17     |
| 10   | Doug Serrurier     | Louis Douglas Serrurier     | LDS-Climax     | + 5 tours         | 16     |
| Abd. | Jack Brabham       | Brabham Racing Organisation | Brabham-Repco  | Moteur calé       | 1      |
| Abd. | Peter de Klerk     | Otelle Nucci                | Brabham-Climax | Boîte de vitesses | 7      |
| Abd. | Denny Hulme        | Brabham Racing Organisation | Brabham-Climax | Boîte de vitesses | 3      |
| Abd. | Innes Ireland      | Reg Parnell                 | Lotus-BRM      | Boîte de vitesses | 5      |
| Abd. | Paul Hawkins       | Reg Parnell                 | Lotus-Climax   | Boîte de vitesses | 11     |
| Abd. | Richie Ginther     | Stirling Moss Racing Team   | BRP-BRM        | Accident          | 6      |
| Abd. | Joakim Bonnier     | Rob Walker Racing Team      | Lotus-Climax   | Accident          | 9      |
| Abd. | David Prophet      | David Prophet Racing        | Lotus-Maserati | Transmission      | 19     |
| Np.  | Brian Reubenheimer | Brian Reubenheimer          | Lotus-Ford     |                   | -      |
| Np.  | Jack Holme         | Jack Holme                  | LDS-Ford       |                   | -      |
| Np.  | David Hume         | Team Valencia               | LDS-Climax     |                   | -      |

## Pole position et record du tour
- Pole position :  Jack Brabham (Brabham-Repco) en 1 min 25 s 1
- Meilleur tour en course :  Jack Brabham (Brabham-Repco) en 1 min 25 s 2

## Tours en tête
- Jack Brabham : 49 tours (1-49)
- Mike Spence : 11 tours (50-60)